# Mitilanotherium
Mitilanotherium — викопний рід жирафів пліоцену та плейстоцену Європи.

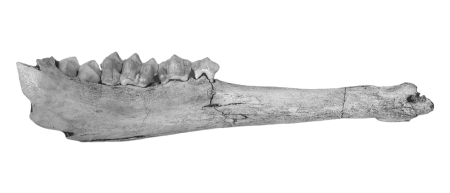

Це був жираф середнього розміру, схожий на сучасного окапі, з двома довгими кісточками прямо над очима та відносно довгими та тонкими кінцівками. Скам'янілості знайдені в Греції, Румунії, Україні та Іспанії.